# Албанци в Гърция
Албанците в Гърция се разделят на отделни общности в резултат от различни вълни миграция.

## Арванити
Първото население от албанските земи мигрирало към територията на съвременна Гърция – Епир и Елада по време на късното средновековие (от 14 век). То е известно като арванити. За него гръцката политика претендира, че е напълно асимилирано в гръцката нация и се самоопределя като гръцко.  Арванитите мигрират на юг най-вече поради политиката на цар Стефан Душан, прогласил се на Великден 1346 г. в Скопие за „цар на сърби и гърци“.
Някои източници сочат Марко Бочар като арванит.

## Чами
Чамите са етногрупа населяваща крайбрежните райони на Епир, в Северозападна Гърция – и предимно областта Теспротия. Гръцката пропаганда също ги определя като пришълци и мигранти, което е спорно. Те са прогонени от гръцки Епир по време на Втората световна война, заради колаборационизма си с италианския фашизъм и Вермахта. 

## Икономически имигранти
След промените в Централна и Източна Европа от края на 1989 г., много албански граждани мигрират в Гърция в опит за по-добър стандарт на живот. Част от тях по комерсиални причини се определят за гърци, което дава повод на Гърция да възобнови териториалните си претенции към т.нар. от гръцките историци – Северен Епир. По последни данни, броя на икономическите имигранти от Албания в Гърция се оценява на 60 – 65% от общия брой на всички имигранти в страната. Реално техният брой, извън официалната гръцка статистика, е повече от 600 хил. 

## Други
В резултат от установеното статукво в Европа по силата на Версайската система от договори, Гърция придобива и Западна Тракия където пребивават също преселници от албанските земи. От тази група преселници на територията на България остава село Мандрица.

## Проблемни отношения
Албанският премиер Еди Рама заявява през лятото на 2016 г. в интервю за гръцки вестник, че за Албания най-проблемния съсед е Гърция. В отговор, гръцкият владика на Коница, която е в диоцеза на Вселенската патриаршия отвръща, че все някога целия Епир ще бъде гръцки.  През 1913 г., по време на Балканските войни, територията на днешна южна Албания е окупирана от кралство Гърция, а тази на Северна Албания – от кралство Сърбия. По това време статуквото в албанските земи е същото като в Македония.